# Gurli Sevón-Rosenbröijer
Gurli Sophia Ingeborg Sevón-Rosenbröijer, född Sévon den 16 april 1892 i Helsingfors i Finland, död där den 29 maj 1983, var en finländsk journalist, översättare och författare. Hon skrev sina verk på svenska.
Hennes föräldrar var affärsmannen Axel Voldemar Sevón och Sonja Noschis. Hon var gift från 1916 med överstelöjtnant Bertel Rosenbröijer (1887–1943), som dog under fortsättningskriget.
Hon avlade studentexamen 1910 och avlade filosofie magisterexamen 1919. Hon arbetade under en period som lärare i Helsingfors.
Gurli Sevón-Rosenbröijer ägde informationskontoret Finlandia som verkade i Paris från 1926 och hon var själv bosatt i Paris. Hon skrev för flera finska tidningar och damtidningar, främst för Uusi Suomi. Åren 1949–1969 förmedlade hon franska modenyheter i form av nyhetsbrev till finska modesalonger.